# Famille de Coëtivy
 (août 2013).
- Si vous ne connaissez pas le sujet, laissez ce bandeau (vous pouvez alors contacter les auteurs).
- Si vous supprimez le contenu mis en cause (vous pouvez préalablement contacter les auteurs),

argumentez précisément cette suppression dans la page de discussion
(un manque de référence n'est pas un argument ; une recherche réelle de référence doit avoir été effectuée, être formellement documentée).
La famille de Coëtivy est une famille noble bretonne originaire du manoir de Coëtivy situé dans la paroisse de Plouvien (commune actuelle de Bourg-Blanc) et dont de nombreux membres ont joué un rôle notable dans l'histoire bretonne et même française.

## Généalogie simplifiée de la famille de Coëtivy
La famille de Coëtivy trouve son origine dans le manoir de Coëtivy, situé alors dans la paroisse de Plouvien, mais désormais dans la commune de Bourg-Blanc. Sa devise était « Bepret » en breton (qui signifie « Toujours »). En voici la généalogie simplifiée :
- Prigent I de Coëtivy ou Prégent I de Coëtivy, seigneur de Ploequin (Plouguin), chevalier banneret, marié en 1180 à Plouvien avec Adelice de Léon, décédé en 1220.
- Alain I de Coëtivy, seigneur de Ploequin, décédé en 1270.
- Prigent II de Coëtivy ou Prégent II de Coëtivy, né en 1220 à Ploequin, décédé en 1280, chevalier, seigneur de Coëtivy, marié avec Plezou de Kerlech. Il participa en 1270 à la huitième croisade[4].
- Sybille de Coëtivy (1246-1272), dame de Kerlec’h, marié avec Bernard du Chastel (1242 – 1312).
- Prigent III de Coëtivy ou Prégent III de Coëtivy (1240-1312), chevalier, seigneur de Coëtivy, marié avec Bérande de Saulx (1244 – 1309)
- Alain II de Coëtivy, né en 1260 à Ploequin, décédé en 1342. Ses terres sont confisquées le 4 février 1342 car il a pris le parti de Charles de Blois lors de la guerre de succession de Bretagne.
- Hervé de Coëtivy, né à Ploequin, décédé en 1350, marié avec Constance de Rodalvez.
- Constance de Coëtivy, née en 1310 à Ploequin, décédée en 1358 à Kerlouan, mariée en 1335 à Ploequin (Plouvien) avec Alain I de Penmarc'h (1300-1350).
- Prigent IV de Coëtivy ou Prégent IV de Coëtivy (1280-1354), époux de Sébille de Coëtivy.
- Prigent V de Coëtivy ou Prégent V de Coëtivy (vers 1305-1380), seigneur de Coëtivy, époux de Catherine de Rosmadec, fait prisonnier à la bataille d'Auray (23 septembre 1364).
- Prigent VI de Coëtivy ou Prégent VI de Coëtivy (vers 1345-1384), seigneur de Coëtivy, époux de Tiphaine de Grenguen du Forestic.
- Alain III de Coëtivy (vers 1370-1425), seigneur de Coëtivy, commandant des troupes du Connétable de Richemont, époux en premières noces le 12 janvier 1398 de Catherine du Chastel et en secondes noces en 1402 d'Amicie (Anne) de Kergroadez. Tué au siège de Saint-James-de-Beuvron en 1425.
- Prigent VII de Coëtivy ou Prégent VII de Coëtivy (1399 - 20 juillet 1450 au siège de Cherbourg), seigneur de Coëtivy, baron de Retz et seigneur de Machecoul (du chef de sa femme), époux en 1442 de Marie de Rais [Retz] (vers 1433 ou 1434-1457), fille de Gilles de Rais. En 1423, il est assiégé pendant six mois dans le château de Montaiguillon par le comte anglais Salisbury et fait prisonnier par les Anglais en 1428 au combat d'Yainville ; en 1431, il est capitaine du château de Rochefort et reprend en 1432 la place de Mervent. En 1437, il se distingue lors du siège de Montereau et est nommé gouverneur de La Rochelle ; en 1439 il est nommé amiral de France et capitaine de Saintes. Après s'être distingué lors du siège du Mans en 1447, il est emporté par un boulet de canon lors du siège de Cherbourg en 1450. Décédé sans postérité[5].
- Alain IV de Coëtivy, dit « le cardinal d'Avignon » (1407-1474), évêque commendataire de Nîmes en 1453, puis évêque de Dol en 1456, bienfaiteur de l'église Notre-Dame-du-Folgoët, premier  prévôt commendataire de l'abbaye Saint-Martin de Vertou, et abbé commendataire l'abbaye Saint-Sauveur de Redon, cardinal en 1447.
- Christophe de Coëtivy, décédé le 20 janvier 1445, époux de Louise de Polignac-Escoyeux, écuyer du roi Charles VII.
- Olivier de Coëtivy, né en 1418, décédé en 1480, seigneur et comte de Taillebourg, conseiller et chambellan du roi, sénéchal de Guyenne, époux de Marie de Valois, bâtarde de France, fille naturelle du roi Charles VII et d'Agnès Sorel.
- Charles François de Coëtivy (né vers 1460, décédé ?), seigneur puis comte de Taillebourg, marié en 1481 avec Jeanne d'Orléans-Angoulême (1462-1520), fille de Jean d'Orléans.
- Louise de Coëtivy, comtesse de Taillebourg, princesse de Mortagne, mariée le 7 février 1501 avec Charles de La Trémoille (1485-1515), prince de Talmont, tué lors de la bataille de Marignan en 1515, fils de Louis II de la Trémoille et de Gabrielle de Bourbon.
- Gillette de Coëtivy (décédée en 1510, mariée d'abord avec Jacques d'Estouteville, puis avec Antoine de Luxembourg.
- Catherine de Coëtivy (v. 1460-1529), épouse d'Antoine de Chourses, capitaine des francs-archers de Louis XI[6]
- Guillaume de Coëtivy. En 1145, il force le blocus de Dieppe en amenant de Bretagne, par ordre du roi, plusieurs navires chargés de munitions et de vivres.

La seigneurie de Coëtivy est vendue le 26 juin 1497 à Jean VI du Juch et les descendants nobles de la famille de Coëtivy n'habiteront plus Plouvien.

## Pour approfondir